# Michael Creutz
Michael John Creutz (Los Álamos, Estados Unidos, 24 de noviembre de 1944) es un físico teórico estadounidense especializado en teoría de gauge en redes y en física computacional, investigador en el Laboratorio Nacional de Brookhaven.

## Biografía
Creutz nació en 1944 en Los Álamos, Nuevo México. Su padre, Edward Creutz, era también físico y trabajaba en el Proyecto Manhattan para ayudar a construir la bomba atómica cuando Michael nació.
Creutz se graduó en física con honores en Caltech en 1966. Estudió su posgrado en la Universidad Stanford con una beca NSF-GRFP, graduándose en 1970. Realizó su tesis en el Stanford Linear Accelerator Center teniendo como director al físico Sidney Drell.
Tras graduarse trabajó brevemento como investigador asociado en el SLAC antes de trasladarse al Centro de Física Teórica de la Universidad de Maryland, donde estuvo entre 1970 y 1972. En 1972 se unió al Grupo de Teoría de Altas Energías del Laboratorio Nacional de Brookhaven, donde fue el director del grupo entre 1984 y 1987. En 2003 pasó a ser profesor adjunto en el Instituto C. N. Yang de Física Teórica en la Universidad de Stony Brook.

## Investigación
La investigación de Creutz abarca un amplio rango de campos en física de partículas y física matemática, pero es más ampliamente conocido por su trabajo en cromodinámica cuántica en redes. Su libro de texto de 1983 Quarks, Gluons, and Lattices fue el primer libro completo sobre cromodinámica cuántica en redes y es considerado un clásico en el campo.
Creutz es fellow de la American Physical Society y recibió en 2000 el Premio Aneesur Rahman en Física Computacional «por ser el primero en demostrar que las propiedades de la cromodinámica cuántica se pueden calcular numéricamente en la red a través de métodos de Montecarlo, y por numerosas contribuciones al campo tras ello». En 2009 recibió el Premio Humboldt.

## Obras
- Quarks, Gluons, and Lattices, M. Creutz (Cambridge Univ. Press, 1983).
- Lattice Higgs Workshop, B. Berg, G. Bhanot, M. Burbank, M. Creutz, J. Owens, Eds. (World Scientific, 1988).
- Quantum Fields on the Computer, M. Creutz, ed., (World Scientific, 1992).